# 新古書店

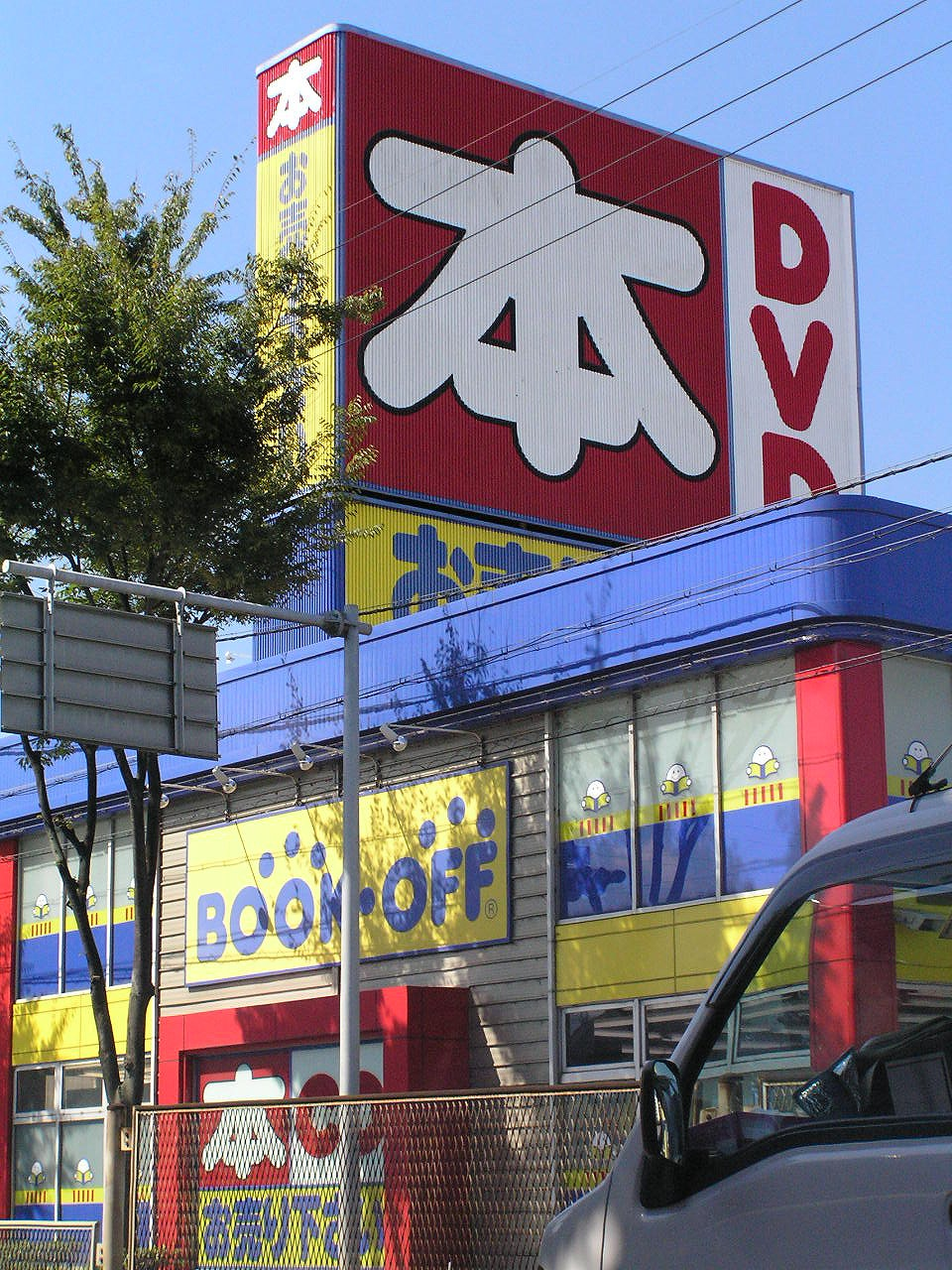
ブックオフ店舗

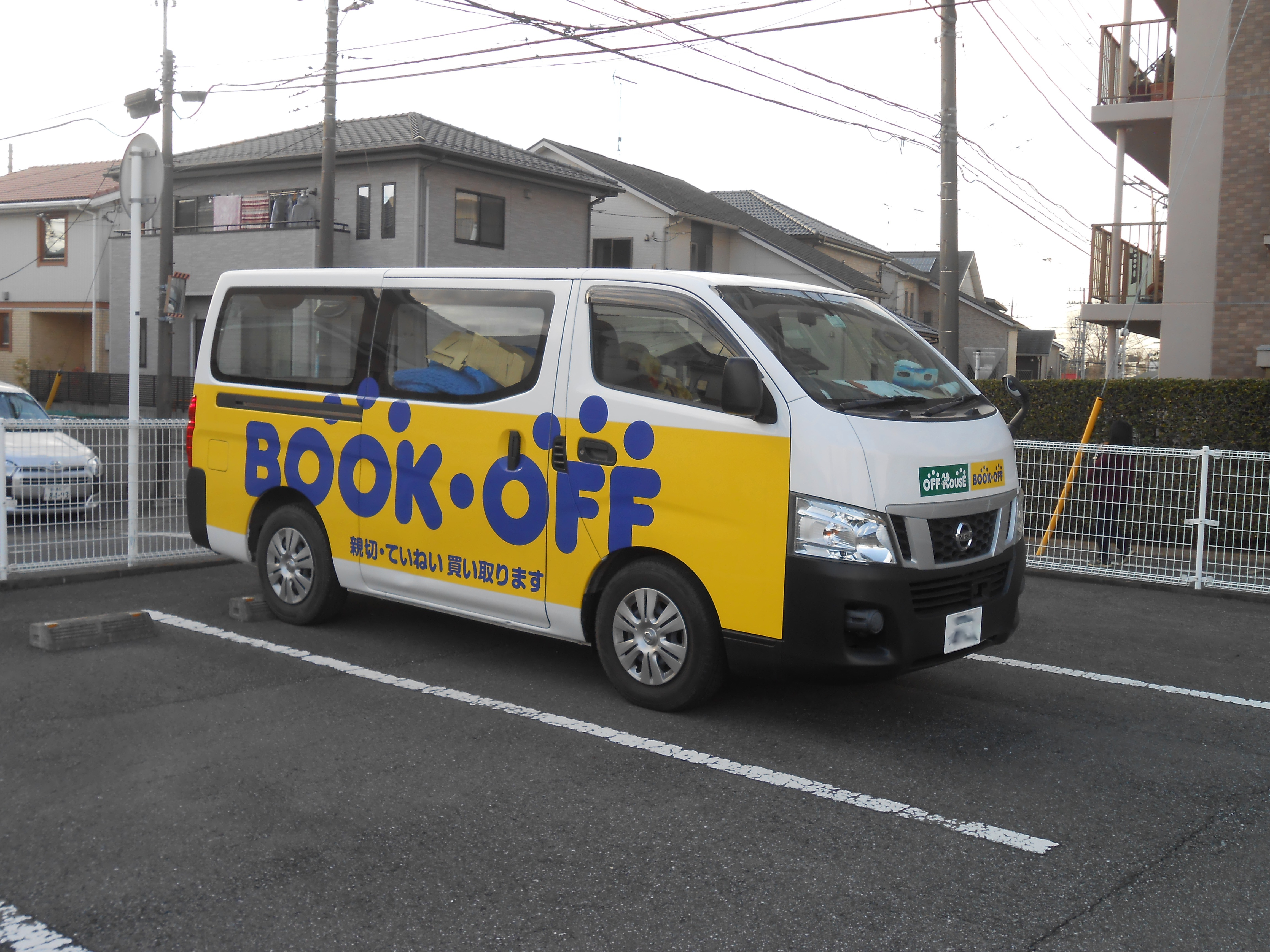
出張買取等で使用されるブックオフの車両。

新古書店（）とは、比較的近年に出版された本を売買する日本の古書店のことである。

## 特徴
売買対象は主に漫画や文庫本など大量出版され希少価値の低い書籍である。稀少本や専門書も取り扱わない事もないが、後述するように従来の古書市場に比べてかなり低い価格で取り引きされる。それを利用して従来型の古書店が「仕入先」にしている事があるほか、個人が転売する「せどり」も存在する。買取は本の状態を重視しているので希少本でも買い取り拒否・破棄されるケースも多々ある。買い取った本は必要に応じてクリーニングを施して販売する。
売買対象は書籍に限らず、音楽CDや映像ソフト、ゲームソフト等も併せて取り扱っている店舗が多い。これらも古書同様に、古いタイトルについては専門の中古店と比較して大幅に低い価格で取引される。
新古書店も古物営業法により、買取には本人確認が義務付けられている。
店舗は比較的広く清潔感を心がけた内装で、古書特有の臭いを抑える対策も施されており、従来型の古書店よりむしろコンビニや新刊書店に似ている。主な客層は中高生など若年層で、若年層の人口が多い郊外のベッドタウンや、来店しやすいロードサイドに立地している事が多い。立ち読みもある程度許容されている。
経営方法としては、在庫管理のコストを徹底的に削減するために一風変わった方法が取られている。
- 値付けの簡略化。従来の古書店では古書市場での相場や自らの鑑定眼を元に値付けを行うため店主が古書に精通している必要があるが、新古書店ではこれを行わず、商品の種類・出版年月・本の状態等を基準としてほぼ一律に価格を定めることとし、これにより値付けの手間を省いている。なお、これを可能にした原因は再販制度にある。再販制度の下では新刊の価格は需要や希少価値にかかわらず常に一定であるため、古書の側でも同様に価格を一定にしても問題ないのである[要出典]。
- POSシステムを入れての単品管理を行わない。これによりオペレーションが簡略化でき、情報システムのコストも無くすことができた[注 1]。

こうした方法により非熟練労働者でも店舗運営が可能となり、コストを抑えて利益を上げられるようになっている。ただし単品管理の欠如ゆえにITを活用しての高度な在庫管理システムも採用できなくなっており、近年ネット古書店との競争において後れを取る原因ともなっている。
フランチャイズとして展開している事が多いが、充分なノウハウもないままにフランチャイジーを募集して不当にロイヤリティを得ているとの批判を受ける事がある（詳細はフランチャイズを参照）。

## 主な新古書店チェーン
- ブックオフ（ブックオフコーポレーション株式会社）
- 古本市場（株式会社テイツー）
- ブックマーケット（株式会社エーツー）
  - エンターキング（株式会社エーツー） - 株式会社サンセットコーポレイションの破産に伴い継承
- ブックアイランド
- ブックセンターいとう
  - ブックスーパーいとう
- ワンダーグー（株式会社ワンダーコーポレーション）
- ブックマート（株式会社バイロン・ワールド・トレーディング・ジャパン）
- ほんだらけ（株式会社ドリーム）